# ナツ☆イチッ!オーディション
ナツ☆イチッ！オーディションは週刊プレイボーイ編集部とTOKYO IDOL FESTIVALが行う女性アイドルオーディションである。

## 概要
2016年からスタートした、ライブ系アイドルによる読者参加型オーディション。「週刊プレイボーイとTOKYO IDOL FESTIVALが、このナツ一番輝くアイドルを決める」がコンセプト。週刊プレイボーイ（初年度はMOOK本「ナツ☆イチッ！」）に掲載されたグラビアを見て投票する「グラビア編」、SHOWROOMでの配信ポイントによる「SHOWROOM編」、そして TOKYO IDOL FESTIVALで行われる「ライブ編」の３つのポイントの合計でクイーンを決定する。
優勝者には、「ナツ☆イチッ！クイーン」の称号と、週刊プレイボーイへのスペシャルグラビア出演権が与えられる。また、同じ集英社ではあるが、集英社文庫の夏の一冊キャンペーン「ナツイチ」とは無関係である。
※以下、所属グループはすべて参加当時のもの。

## ナツ☆イチッ！オーディション（2016）
2016年夏に発売された「週刊プレイボーイとTOKYO IDOL FESTIVAL2016公式BOOK ナツ☆イチッ！〜この夏、輝くアイドル全員集合〜」にて、初のナツ☆イチッ！オーディションが開催。この年、50周年を迎える週刊プレイボーイの記念オーディションとして始まった。約300人のアイドルが参加（初年度は、TIFに参加する予定のないアイドルグループからの参加もOKだった）。12人が第一審査を通過。そこからファイナリスト6人に選ばれた。優勝した初代クイーンの奥津マリリは、「哲学的マリチチ」というタイトルのグラビアで週刊プレイボーイの誌面を飾った。

### 優勝
- 奥津マリリ（フィロソフィーのダンス）

#### その他のファイナリスト
- 朝日花奈（少女交響曲～Girls Symphony～）
- 一ノ瀬りと（palet）
- 櫻井優衣（ピンク・ベイビーズ）
- 空野青空
- 八木ひなた（ぷちぱすぽ☆）

#### その他の一次審査通過者
- 小林弥生（さんみゅ～）
- 咲村良子（clip clip）
- 桜井ゆい（じぇるの！）
- たいが（アトランティス城）
- 森のんの（SAY-LA）
- 山下春花（スプリングchu♡bit）

## ナツ☆イチッ！オーディション2017
2017年夏より、グラビア掲載の舞台を週刊プレイボーイに変更。この年から、 SHOWROOMでの配信ポイントによる「SHOWROOM編」も加算されることになる。約100人のアイドルが参加（2年目より、TIFに参加するアイドルグループからのみ参加可能となった）。ファイナリスト4人が選ばれた。優勝した2代目クイーンの藤野志穂は、「夏の記憶」というタイトルのグラビアで週刊プレイボーイの誌面を飾った。

### 優勝
- 藤野志穂（2o Love to Sweet Bullet）

#### その他のファイナリスト
- 宮下一紗（SiAM&POPTUNe)
- 里々佳（恥じらいレスキューJPN）
- 我妻桃実（ハコイリ♡ムスメ）

## ナツ☆イチッ！オーディション2018
2018年夏。前年度に引き続き、週刊プレイボーイにてオーディションが開催。約100人のアイドルが参加（TIFに参加するアイドルグループからのみ参加可能）。ファイナリスト4人が選ばれた。最終決戦前にファイナリスト4人が、週プレ酒場にてファンを集めての「決起集会」を行うなど、様々な試みがなされた。「グラビア編」１位は塩川莉世、「SHOWROOM編」１位は脇田穂乃香。優勝した3代目クイーンの塩川莉世は、「ラストサマーは終わらないっ！」というタイトルのグラビアで週刊プレイボーイの誌面を飾った。

### 優勝
- 塩川莉世（転校少女*）

#### その他のファイナリスト
- 本田みく（2代目HAPPY少女♪）
- 脇田穂乃香（たけやま3.5）
- 橘莉子（Shine Fine Movement）

## ナツ☆イチッ！オーディション2019
2019年夏。例年通り週刊プレイボーイにてオーディションが開催。約100人のアイドルが参加（TIFに参加するアイドルグループからのみ参加可能）。ファイナリスト4人が選ばれた。これまではスタジオ内で撮影された水着のエントリー写真のみが週刊プレイボーイに掲載されていた。しかしこの年は、４人のカメラマン（佐藤佑一、鈴木ゴータ、佐藤裕之、小塚毅之）が、４人のファイナリストのグラビアを撮り下ろし。プレイボーイ誌上に４ページずつ掲載された。また、デジタル写真集「週プレEX」の売り上げも審査対象となった。「グラビア編」１位は土光瑠璃子、「週プレEX編」１位は大野ひまり、「SHOWROOM編」１位は大野ひまり。優勝した4代目クイーンの大野ひまりは「はじめての夏」というタイトルのグラビアで週刊プレイボーイの誌面を飾った。また、同じユニットを組む「大野姉妹」の姉、大野真依も同号のプレイボーイでグラビアデビューを果たし、「愛媛の美人姉妹Wグラビア」と称された。
優勝者の大野ひまりはデジタルグラビアの売り上げから2019年12月16日、集英社「グラジャパ!アワード2019」レンタルコンテンツ賞を受賞。

### 優勝
- 大野ひまり（大野姉妹withカネハマヒカリ）

#### その他のファイナリスト
- 笹原琴音（ナナランド）
- すみれせぷてんばー（SKOOL GIRL BYE BYE）
- 土光瑠璃子（FES☆TIVE）

## 審査員
ナツ☆イチッ！オーディションの審査員は2016〜2018までは3人。アイドルに造詣が深い漫画家のうすた京介（審査委員長）、カメラマンの細居幸次郎（参加者の写真とクイーンのスペシャルグラビアを撮影）、週刊プレイボーイ編集長（初回、2回目は当時編集長だった増田真晃、3回目より松丸淳生編集長）。しかし、2019年は細居幸次郎は不参加。また、「ナツ☆イチッオーディション選考委員会」（選考委員会メンバーの内訳は不明だが、アイドルライターの篠本６３４が参加している）が応募者の中から第一次審査通過者を選び、そこから審査員がファイナリストを選ぶ。また、クイーンに送られるトロフィーには、審査員の名前が彫られている。